# Mranggen Kidul
Mranggen Kidul is een bestuurslaag in het regentschap Temanggung van de provincie Midden-Java, Indonesië. Mranggen Kidul telt 1192 inwoners (volkstelling 2010).